# Julius Reincke

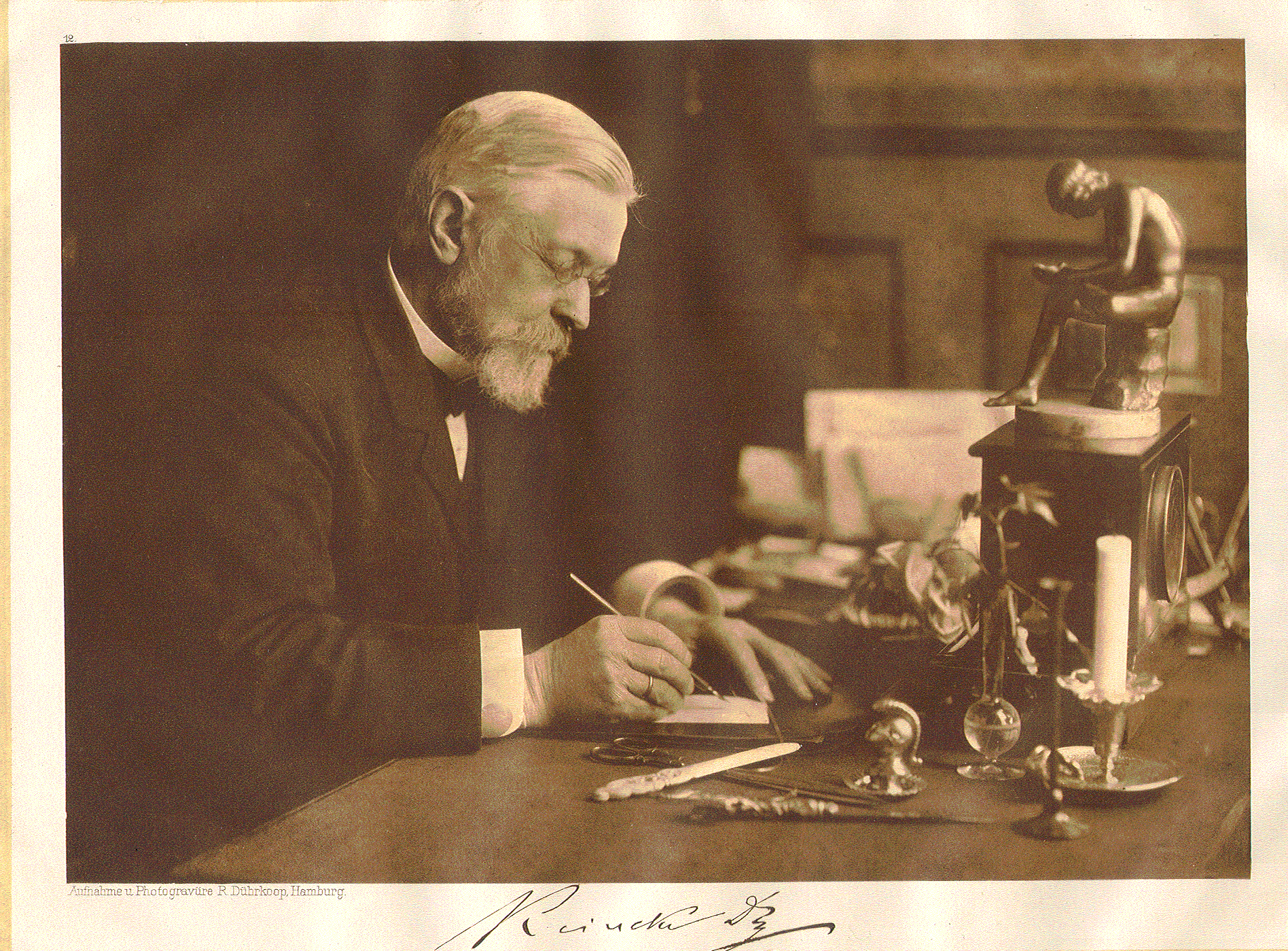
Julius Reincke 1905

Johann Julius Reincke (* 5. Dezember 1842 in Altona; † 10. November 1906 in Hamburg) war ein deutscher Mediziner und Politiker.

## Leben und Beruf
Reincke entstammte einer alteingessene Altonaer Familie, sein Vater war der Kaufmann Theodor Reincke (1805–1882), der von der holsteinischen Ständeversammlung zeitweise in dem dänischen Reichsrat gewählt worden war und der später Mitglied des Preußischen Abgeordnetenhauses war.
Nach dem Abitur studierte Reincke Medizin und Zoologie in Erlangen, Heidelberg und Kiel. 1861 wurde er Mitglied der Burschenschaft der Bubenreuther Erlangen. Er schloss sein Studium 1866 ab und war dann mit morphologischen Studien im Mittelmeer und auf Helgoland beschäftigt. Ab 1869 arbeitete Reincke als Assistenzarzt am Allgemeinen Krankenhaus St. Georg in der Inneren Abteilung. Später war er als Hausarzt tätig. Bekannt wurde er in Hamburg unter anderem durch die kostenfreie Behandlung armer Patienten. Er konnte sich dieses leisten, da er auch über sehr viele wohlhabende Patienten verfügten, deren Zahlungen seinen Lebensunterhalt sicherten. Ab 1875 war er neben seiner hausärztlichen Arbeit auch als Physikus, vergleichbar etwa einem heutigen Amtsarzt, und Apothekenrevisor für die Stadt Hamburg tätig.
Während der Choleraepidemie von 1892 unterstützte er die Kritik von Robert Koch an den hygienischen Zuständen in der Stadt und forderte Reformen im städtischen Gesundheitswesen. Nach Eindämmung der Epidemie forderte die Bürgerschaft, dass das Gesundheitssystem von einem Anhänger von Robert Koch übernommen werden solle. Reincke wurde daraufhin 1893 zunächst zum Medizinalinspektor und kurze Zeit später zum Medizinalrat ernannt. In diesem Amt, dass er bis 1904 ausübte, setzte er beim Hamburger Senat Umbauten und Erneuerungen in großen Gebieten der Stadt durch – teilweise auch gegen den erbitterten Widerstand der betroffenen Grundeigentümer. In seiner Aegide wurden das Hygienische Institut, das Tropenmedizinische Institut und die erste moderne Müllverbrennungsanlage der Hansestadt gegründet. Reincke war außerdem zeitweise außerordentliches Mitgliedes des kaiserlichen Gesundheitsamtes sowie ordentliches Mitgliedes des Reichsgesundheitsrats.

## Politik
Reincke war Befürworter der Reichsgründung und Anhänger Otto von Bismarcks. Er gehörte der Nationalliberalen Partei an. 1879 wurde er in der Gruppe der Notabeln in die Hamburgische Bürgerschaft gewählt, der er bis 1891 angehörte. Er war dort Mitglied der großbürgerlichen Fraktion der Rechten.

## Familie
Reincke war seit dem 23. Mai 1877 mit Emma Christine Gries (1855–1916) verheiratet, einer Tochter des Kaufmanns und Mitgliedes der Hamburgischen Bürgerschaft Heinrich Gries. Heinrich Reincke war sein Sohn.

## Ehrungen
Aufgrund seiner Verdienste wurde Reincke von Kaiser Wilhelm II. mit dem Kronenorden zweiter Klasse ausgezeichnet. Er legte diesen jedoch nie an, da es sich – wie es der überzeugte Hanseat Reincke sah – um „einen Orden eines fremden, souveränen Fürsten“ handele. Seine Heimatstadt ehrte Reincke durch mehrere Straßenbenennungen: Ab 1911 trug der Reinckeplatz in Eppendorf seinen Namen. Als dieser im Zuge des Ausbaus von Tarpenbekstraße und Breitenfelder Straße zum Ring 2 1964 verschwand, wurde als Ersatz der neu angelegte Reinckeweg in Hummelsbüttel nach ihm und seinem Sohn Heinrich benannt. Anfang 2009 beschloss der Regionalausschuss Eppendorf/Winterhude der Bezirksversammlung Hamburg-Nord auf Antrag von SPD und FDP, eine von der Martinistraße in Eppendorf abgehende neue Stichstraße Julius-Reincke-Stieg zu nennen. Dieser befindet sich nur wenige Meter vom alten Reinckeplatz entfernt.
Aufgrund des Wirkens Heinrich Reinckes in der NS-Zeit gilt die Widmung des Reinckewegs in Hummelsbüttel seit Januar 2024 nur noch Julius Reincke.

## Schriften
- Hamburg in naturwissenschaftlicher und medizinischer Beziehung: den Teilnehmern der 73. Versammlung deutscher Naturforscher und Ärzte als Festgabe gewidmet. L. Voss, Hamburg 1901.
- Die Cholera in Hamburg und ihre Beziehungen zum Wasser. Unter: III. Wissenschaftliche Abhandlungen im Jahrbuch der Hamburgischen Wissenschaftlichen Anstalten für das Jahr 1893, S. 1–102
- Hamburg in naturhistorischer und medicinischer Beziehung. Den Mitgliedern und Theilnehmern der 49. Versammlung Deutscher Naturforscher und Aerzte als Festgabe gewidmet. Friederichsen & Co, Hamburg 1876